# Copa MS
In 2010 werd de eerste en tot dusver enige editie van de Copa MS gespeeld voor voetbalclubs uit de Braziliaanse staat Mato Grosso do Sul. De competitie werd georganiseerd door de Federação de Futebol de Mato Grosso do Sul en werd gespeeld van 17 oktober tot 12 november.
De winnaar mocht deelnemen aan de nationale Série D 2011. Na dit seizoen vond de competitie niet meer plaats omdat de staat slechts één deelnemer aan de Série D had en die via de staatscompetitie kwam. 

## Eindstand
| Plaats | Club         | Wed. | W | G | V | Saldo | Ptn. |
| ------ | ------------ | ---- | - | - | - | ----- | ---- |
| 1.     | CENE         | 8    | 7 | 1 | 0 | 31:5  | 22   |
| 2.     | Maracaju     | 6    | 4 | 1 | 1 | 22:6  | 13   |
| 3.     | Corumbaense  | 6    | 3 | 0 | 3 | 16:13 | 9    |
| 4.     | Portuguesa   | 7    | 1 | 1 | 5 | 8:21  | 4    |
| 5.     | Campo Grande | 7    | 0 | 1 | 6 | 8:40  | 1    |

|  | Kampioen |

### Kampioen
| Copa MS de Futebol de 2010 |
| Mato Grosso do Sul         |
| -------------------------- |
| CENE Kampioen (1° titel)   |